# Dialetti macedoni occidentali

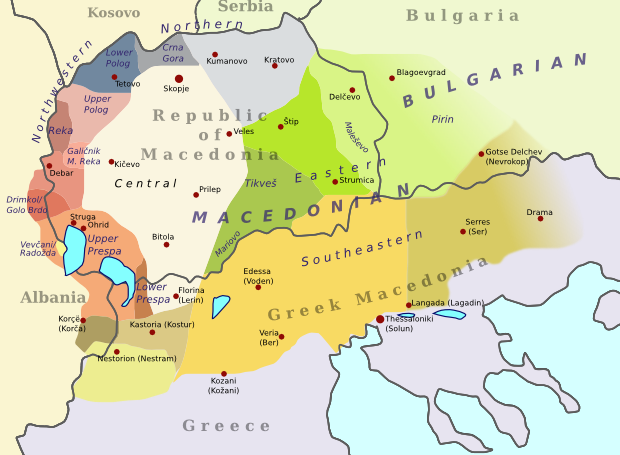
I dialetti dell'area macedone

I Dialetti macedoni occidentali è uno dei 3 gruppi dialettali della lingua macedone.
Il gruppo è situato nelle aree occidentali e sud-occidentali della Macedonia del Nord e in parti più piccole di Mala Prespa e Golloborda, in Albania e nella prefettura di Florina, in Grecia.
Il gruppo è suddiviso in due sottogruppi: Il gruppo centrale e il gruppo occidentale e nord-occidentale.

## Dialetti

### Gruppo Centrale
- dialetto Prilep-Bitola
- dialetto Kičevo-Poreče
- dialetto Skopje-Veles

### Gruppo occidentale e nord-occidentale
- Dialetto Upper Polog
- Dialetto Reka
- Dialetto Galičnik
- Dialetto Debar
- Dialetto Drimkol-Golo Brdo
- Dialetto Vevčani-Radοža
- Dialetto Struga
- dialetto Ohrid
- dialetto Prespa superiore
- dialetto del basso Prespa